# Lauritz Christiansen
Lauritz Christian Christiansen (Bergen, Hordaland, 10 de desembre de 1867 - Bergen, Hordaland, 9 de desembre de 1930) va ser un regatista noruec que va competir a començaments del segle xx.
El 1920 va prendre part en els Jocs Olímpics d'Anvers, on va guanyar la medalla d'or en els 12 metres (1907 rating) del programa de vela, a bord de l'Atlanta.